# Urszula Kołaczkowska
Urszula Kołaczkowska (ur. 4 października 1911 r. w Lublinie, zm. 29 grudnia 2009 r. w Zakopanem) – artysta plastyk.
Córka Edwarda Kołaczkowskiego (ur. 18.11.1849 r. w Suchodołach, zm. 12.08.1933 r. w Lublinie), właściciela ziemskiego, obywatela miasta Lublina, członka lubelskiej Rady Miejskiej oraz prezydenta miasta Lublina w 1915 r., i Zofii ze Słonczyńskich (1872–1953).

## Życiorys
W 1915 Urszula Kołaczkowska zamieszkała wraz z matką w Zakopanem. Wstępną edukację pobierała w domu, a następnie uczyła się i zdała maturę w prywatnym gimnazjum im. Ładysława z Gielniowa, mieszczącym się w Zakopanem przy ul. Nowotarskiej (1924–1931). Dyrektorem tej szkoły  był ks. Jan Humpola (1889–1958), znany taternik, później kapelan Ignacego Mościckiego, prezydenta RP. Od wczesnej młodości miała zainteresowania artystyczne i sportowe. Pod wpływem matki, uzdolnionej muzycznie i prowadzącej w Zakopanem prywatne kursy muzyczne (m.in. uczyła Teresę Wessely-Mackiewicz), początkowo najwięcej czasu poświęcała muzyce i podejmowała własne próby kompozytorskie. Również rysowała i malowała. Od dziecka chodziła po górach, jeździła na nartach, w szkole średniej zaczęła uprawiać taternictwo, a na studiach także wioślarstwo.
W latach 1931–1937 studiowała historię na Uniwersytecie Warszawskim, pracę dyplomową pt. „Rozwój terytorialny Warszawy w obrębie wałów Lubomirskiego”, napisała u prof. Stanisława Arnolda, na podstawie której otrzymała tytuł magistra filozofii w zakresie historii (12.10.1937 r.). Uczęszczając na studiach historyczne rozpoczęła naukę w Wyższej Szkole Dziennikarskiej (Warszawa), którą ukończyła z dyplomem (praca dyplomowa pt. „Prasa francuska w czasie Wielkiej Rewolucji”). W latach 1938–1939 pracowała w redakcji Bluszczu, prowadząc dział sportowy. W tym czasie była czynnym członkiem Warszawskiego Towarzystwa Wioślarskiego. Okres wojny i okupacji spędziła w Zakopanem. W latach 1947–1948 uczyła się tkactwa w Państwowej Podhalańskiej Szkole Przemysłowej Żeńskiej w Zakopanemu, następnie zdała egzamin czeladniczy z tkactwa wełnianego i kilimkarstwa (25.06.1948 r.).
W 1952 r. została przyjęta do Związku Polskich Artystów Plastyków na podstawie przedstawionych prac. W tym samym roku po raz pierwszy wystawiała swoje prace (I Ogólnopolska Wystawa Architektury Wnętrz i Sztuki Dekoracyjnej – Warszawa 1952 maj-czerwiec-lipiec – ,,Zachęta’’). W latach 1952–2004 prace Urszuli Kołaczkowskiej były eksponowane na kilkudziesięciu wystawach krajowych i zagranicznych. W 1960 r. miała pierwszą wystawę indywidualną (Muzeum Tatrzańskie w Zakopanem).
Głównie zajmowała się tkactwem ręcznym, unikatowym z wykorzystaniem różnych tworzyw (wełna, sizal, len, konopie, stylon, stal, drewno itd.) przy zastosowaniu własnych, oryginalnych technik. W ciągu kilkudziesięciu lat twórczości wprowadzała nowe formy i tematy prac inspirowanych przyrodą górską, architekturą, literaturą piękną, życiem codziennym, historią, antykiem, Biblią itd. Nie tylko tkała, ale również rysowała i malowała, także na szkle, robiła collage’e. Za swoje prace otrzymała liczne nagrody i wyróżnienia (m.in. w 1991 r. nagrodę wojewody nowosądeckiego, w 1998 r. nagrodę im. Agnieszki Sienkiewicz). Prawie do ostatnich lat swojego życia pracowała i tworzyła. Zostawiła po sobie ogromny dorobek artystyczny, prace jej znajdują się w licznych zbiorach publicznych (m.in. Muzeum Narodowe w Warszawie, Centralne Muzeum Włókiennictwa w Łodzi, Muzeum Tatrzańskie w Zakopanem, Muzeum Rzemiosła w Krośnie) i prywatnych, w Polsce  i za granicą. Urszula Kołaczkowska jest autorką  książki 500 zagadek z historii sztuki (Warszawa) wydanej w 1962 roku i kilkakrotnie wznawianej. Podejmowała też próby literackie, których owocem była powieść kryminalna "Etiuda symfoniczna" napisana w l. 60, ale wydana dopiero w 2011 r. Do pisarstwa wróciła pod koniec życia – zostawiła niedokończony rękopis kolejnego kryminału.
Do późnej starości chodziła po górach i uprawiała narciarstwo (biegowe). Była postacią bardzo charakterystyczną i dobrze znaną w Zakopanem, nie tylko w środowisku artystycznym. Niskiego wzrostu, drobna, ale zawsze pełna życia i humoru, otoczona licznym gronem przyjaciół w różnym wieku. Prawie ostatnie lata życia Urszuli Kołaczkowskiej uwieczniła artystka-fotograf Anna Łodziak na zdjęciach prezentowanych w Miejskiej Galerii Sztuki w Zakopanem (d. Biuro Wystaw Artystycznych) w 2006 roku.
Urszula Kołaczkowska została pochowana obok matki na nowym cmentarzu przy ul. Nowotarskiej w Zakopanem.

## Wystawy indywidualne Urszuli Kołaczkowskiej
- 1960 – Gobeliny i malarstwo na szkle (Muzeum Tatrzańskie – Zakopane)
- 1963 – Gobeliny i malarstwo na szkle (Klub Międzynarodowej Prasy i Książki w Zakopanem)
- 1964 – Gobeliny i rysunki (Galeria „Pegaz” – Zakopane)
- 1965 – Gobeliny i rysunki (Dom Plastyka – Kraków)
- 1966 – Gobeliny i rysunki (Galeria „Desa” – Warszawa)
- 1970 – Gobeliny (Galeria „Desa” – Kraków)
- 1971 – Gobeliny (Biuro Wystaw Artystycznych – Nowy Sącz)
- 1972 – Trzy seriale (Biuro Wystaw Artystycznych – Zakopane)
- 1975 – Zbroje i buńczuki: gobeliny i assemblage’e (Klub Międzynarodowej Prasy i Książki w Zakopanem)
- 1975 – Tkanina (Biuro Wystaw Artystycznych – Myślenice)
- 1975 – Tkanina (Biuro Wystaw Artystycznych – Łódź)
- 1976 – Tkanina (Biuro Wystaw Artystycznych – Białystok)
- 1978 – Tkanina (Galeria „Pryzmat” – Kraków)
- 1979 – Gobeliny (Galeria „Kasprowy” – Zakopane)
- 1981 – Portrety architektury (Biuro Wystaw Artystycznych – Gorzów Wielkopolski)
- 1982 – 13.12.1981 (pokaz w pracowni artystki – Zakopane)
- 1982 – Doktryna Breżniewa (pokaz w pracowni artystki – Zakopane)
- 1986 – Teksty biblijne (pokaz w pracowni artystki – Zakopane)
- 1987 – Katedry i Biblia (Biuro Wystaw Artystycznych – Gorzów Wielkopolski)
- 1990 – Podróże (Galeria „Awangarda” – Wrocław)
- 1991 – Miasta w górach (Biuro Wystaw Artystycznych – Zakopane)
- 1992 – Teksty biblijne (Galeria „Hadar” – Kraków) (razem z Katarzyną Boruch)
- 1993 – Namioty (Galeria „Jatki” – Nowy Targ)
- 1995 – Moje pejzaże (Biuro Wystaw Artystycznych – Zamość)
- 1995 – Come in, please (Biuro Wystaw Artystycznych – Zakopane) (razem z Małgorzatą Buczek)
- 1996 – Martwa natura i inne tkaniny (Galeria „Pokaz” – Warszawa)
- 1997 – Figury i pejzaże (Galeria „U Jaxy” – Miechów)
- 1998 – Muzy i woda (Galeria „Zielona” – Busko Zdrój)
- 1998 – Interpretacje (Muzeum Archeologiczne – Kraków)
- 1998 – Życie codzienne artystów w PRL i III RP. (Galeria „Centrum” – Kamienna Góra)
- 2000 – Tkaniny (Galeria „Pegaz” – Zakopane)
- 2000 – Kuchnia i okolice: tkaniny (Galeria „Kordegarda” – Warszawa)
- 2003 – Tkanina (Centralne Muzeum Włókiennictwa – Łódź)
- 2012 – Tkanina (Miejska Galeria Sztuki – Zakopane)
- 2012 – Tkanina i inne pasje (Muzeum Historii Przemysłu w Opatówku)
- 2013 – Tkanina artystyczna (Służewski Dom Kultury Warszawa)
- 2013 – Tkaniny (Stara Prochownia Warszawa)
- 2016 – W kręgu twórczości artystycznej Urszuli Kołaczkowskiej (Muzeum Szlachty Mazowieckiej w Ciechanowie)